# Торф низинний
Торф низинний (рос. торф низинный, англ. low moor peat; нім. Flachmoortorf m, Niedermoortorf m) — генетичний тип торфу, в ботаніч. складі якого міститься не менше 95 % залишків евтрофних рослин. До складу цих залишків входять: кора і деревина вільхи, ялини, верби, берези, сосни; коріння хвощу, тростини, осоки тощо. Ступінь розкладання Т.н. 10-60 %, зольність 5-16 % (рідше до 50 %), рН сольового витягу 5,1-6,5, теплота згоряння 21,2-25,1 МДж/кг.
Торф низинний застосовується як паливо (з зольністю до 23 %), для приготування торфомінеральних добрив, у медицині.

## Інші види торфу
| - Фускум-торф - Фрезерний торф - Магелланікум-торф - торф вербовий - торф верховий - торф гіпновий | - торф деревний - торф деревно-моховий - торф деревно-трав'яний - торф мезотрофний - торф моховий - торф низинний - торф перехідний | - торф похований - торф сфагновий - торф трав'яний - торф тростинний - торф хвощевий - торф шейхцерієвий - торф ялинковий |